# Cranves-Sales
 Cranves-Sales  es una población y comuna francesa, en la región de Ródano-Alpes, departamento de Alta Saboya, en el distrito de Saint-Julien-en-Genevois y cantón de Annemasse-Nord.

## Demografía
| 1060 | 1296 | 2001 | 2753 | 3931 | 4358 |
| Para los censos de 1962 a 1999 la población legal corresponde a la población sin duplicidades (Fuente: INSEE [Consultar]) |      |      |      |      |      |